# Allolobophora chlorotica
Lombric vert
Espèce
Synonymes
- Enterion chloroticum Savigny, 1826[1]
- Enterion virescens Savigny, 1826
- Lumbricus riparius Hoffmeister, 1843[1]
- Lumbricus communis var. luteus Hoffmeister, 1845[1]
- Allolobophora chlorotica Vejdovský 1884[1]

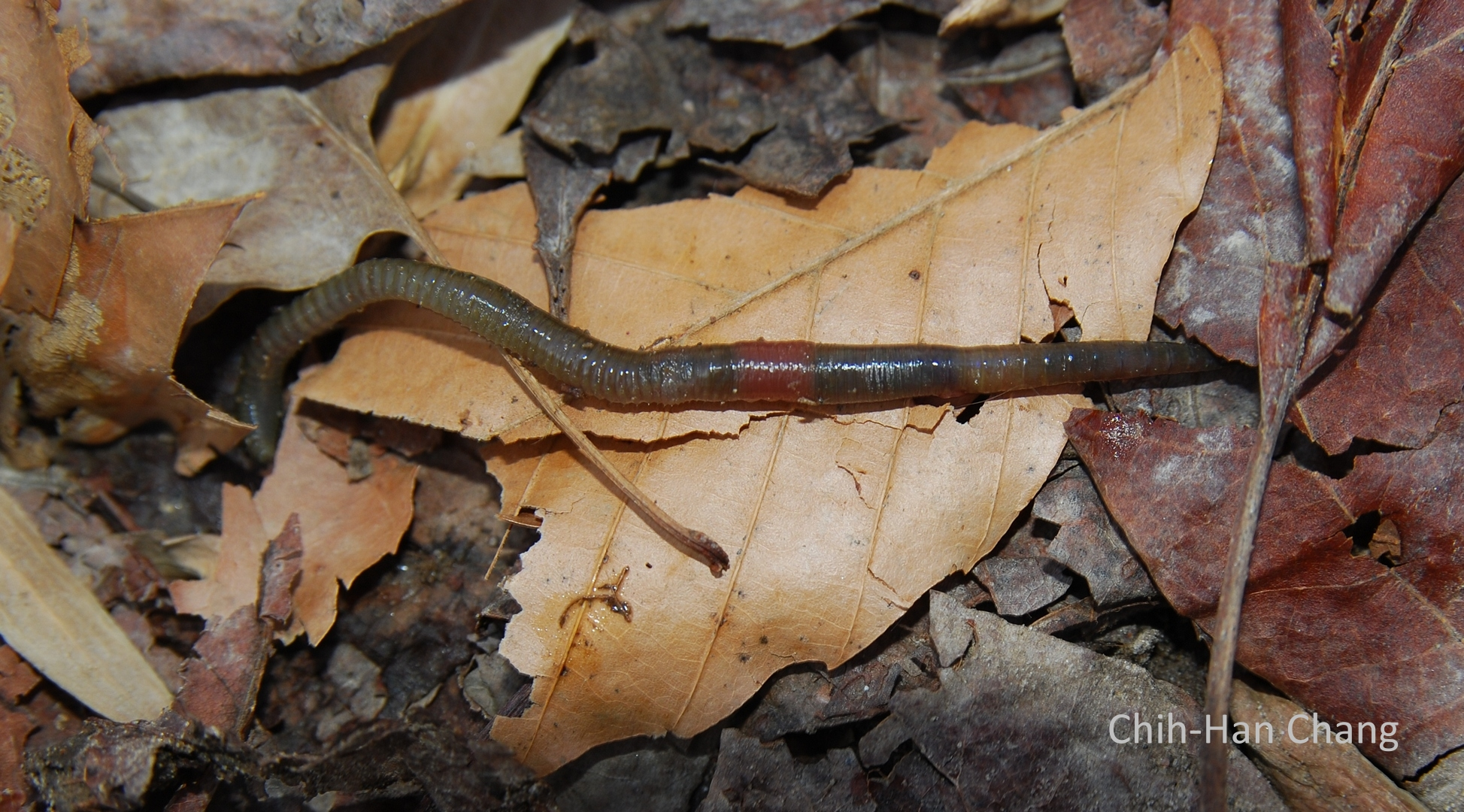
Allolobophora chlorotica

- Helodrilus (Allolobophora) chloroticus Michaelsen 1900[1]
- Helodrilus chloroticus Michaelsen 1903[1]

Allolobophora chlorotica, le Lombric vert, est une espèce de vers de terre de la famille des Lumbricidae et appartenant au groupe fonctionnel des épi-endogés géophages. Elle vit au sein des prairies et des zones de cultures.
Allolobophora chlorotica mesure de 5 à 8 cm de long pour un diamètre de 3 à 7 mm et pèse de 0,5 à 0,7 g. En France, trois variétés basées sur sa coloration sont connues : une variété verdâtre et trapue, une autre blanche et une dernière grisâtre. Il existe de nombreuses autres sous-espèces et variétés.
Cette espèce fait partie des épi-endogés géophages et crée des galeries ramifiées à orientation quelconque au niveau du mât racinaire des plantes. Elle se reproduit par reproduction sexuée biparentale.  
Le Lombric vert vit au sein des prairies plutôt humides à faible teneur en matière organique (moins de 4%). A l’inverse, sa forme blanche est généralement observée dans les pelouses calcaires sèches. 
Allolobophora chlorotica est originaire du Paléarctique, mais a été introduite en Nouvelle-Zélande, en Amérique du Nord et du Sud. Elle est présente sur la totalité du continent européen.